# Vanda coerulea
Vanda coerulea is een rechtopstaande, 60-100 cm lange orchidee met dikke luchtwortels.
De bladeren zijn in twee rijen geplaatst. Ze zijn leerachtig-verdikt, riemvormig, 12–25 × 1,5–3 cm groot en hebben een afgeronde top.
De bloemen groeien met vijf tot twintig stuks in 30–50 cm lange trossen, die meestal in de bladoksels staan. De 7-12 cm brede bloemen zijn meestal lichtviolet tot azuurblauw van kleur. De vijf, meestal blauwe, donkergeaderde of geblokte bloemdekbladen bestaan uit een korte steel (nagel) en een smal eivormige tot breed langwerpige schijf (plaat).
De bovenste drie bloemdekbladen zijn iets kleiner dan de twee onderste. Het zesde bloemdekblad is omgevormd tot een korte, donkerpaarse lip met een knik bij de basis. De plant vormt doosvruchten, die met overlangse spleten opengaan en talrijke zeer kleine zaden bevatten.
Vanda coerulea komt van nature voor op de zuidflanken van de Himalaya, van Noordoost–India tot Zuid-China en Zuidoost-Azië. Meestal komt hij voor op hoogtes tussen de 1000 en 1700 m. De soort is in het wild zo zeldzaam geworden dat hij in het CITES-verdrag in de hoogste categorie van bescherming is geplaatst. Het bezit is al strafbaar, tenzij men kan aantonen dat men de plant legaal uit kweek heeft verkregen. De soort staat echter niet op de Rode Lijst van de IUCN.
Vanda 'Rothschildiana' is een bekende hybride van Vanda coerulea en Vanda sanderiana.